# Лебединец (Тверская область)
Лебединец — опустевшая деревня в Вышневолоцком городском округе Тверской области.

## География
Находится в центральной части Тверской области на расстоянии приблизительно 31 км по прямой на запад-юго-запад от вокзала железнодорожной станции Вышний Волочёк.

## История
В 1859 году здесь (деревня Вышневолоцкого уезда) было учтено 32 двора. До 2019 года деревня входила в состав ныне упразднённого Лужниковского сельского поселения Вышневолоцкого муниципального района.

## Население
Численность населения составляла 197 человек (1859 год), 0 как в 2002 году, так и в 2010.